# روث دوني
روث دوني (بالإنجليزية: Ruth Downie)‏ (18 أبريل 1955 في المملكة المتحدة)؛ كاتِبة ومؤلِّفة وروائية بريطانية.